# حمراويات
الحُمراويات (الاسم العلمي: Tremellales)، رتبة فطور من الدعاميات وطائفة الحمراوات. تضم 8 فصائل و300 نوع.